# Incorporated (serie televisiva)
Incorporated è una serie televisiva drammatica statunitense. La serie è stata trasmessa in anteprima il 30 novembre 2016, su Syfy. Prima della première ufficiale, Syfy ha pubblicato un'anteprima anticipata del primo episodio pubblicandolo online il 16 novembre 2016. La prima stagione dello show si è conclusa il 25 gennaio 2017. 
Il 27 febbraio 2017, la serie è stata annullata dopo una stagione.

## Trama
La serie si svolge in una distopica Milwaukee nell'anno 2074, dove molti paesi sono andati in bancarotta a causa di una serie di crisi e cambiamenti climatici. In assenza di un governo efficace, potenti multinazionali sono diventate di fatto dei governi, aree di controllo chiamate Green Zones. I restanti territori sono chiamati Zone Rosse, dove la governance è debole o inesistente.
Ben Larson è un manager della Spiga Biotech, la più grande società del mondo. Lavora per Elizabeth, la madre estraniata di sua moglie, Laura. In realtà, è un rifugiato del clima della Zona Rossa fuori Milwaukee, il cui vero nome è Aaron. Aaron si infiltrato nella Green Zone, assumendo l'identità di Ben Larson per cercare il suo amore d'infanzia Elena, che attraverso una serie di sfortunate circostanze è diventata una compagna di club executive, una prostituta di alto livello, che lavora in un club esclusivo della Spiga chiamato "Arcadia". Arcadia è un bordello esclusivo per dirigenti senior della Spiga. Aaron decide di farsi strada fino ad una posizione di alto livello per poter accedere ad Arcadia e salvarla. Dopo aver incastro il suo capo Chad per aver rubato informazioni riservate ed aver assicurato il suo licenziamento dalla compagnia, Aaron si impegna a farsi promuovere per avere la posizione ora vacante e salvare Elena, il tutto mantenendo la sua copertura di Ben Larson di fronte alla sempre più paranoica attenzione alla sicurezza della Spiga ed alla concorrenza dei colleghi. È assistito da Theo, il fratello di Elena che vive ancora nella Zona Rossa, e Reed, un altro abitante della Zona Rossa che è riuscito ad assumere un personaggio della Green Zone anni prima che Aaron gestisse la stessa impresa.

## Personaggi
- Ben Larson/Aaron Sloane interpretato da Sean Teale
- Laura Larson interpretata da Allison Miller, un chirurgo estetico e moglie di Ben
- Theo Marquez interpretato da Eddie Ramos
- Elizabeth Krauss interpretata da Julia Ormond, la madre di Laura e un dirigente di alto livello della SPIGA
- Julian interpretato da Dennis Haysbert, il capo della sicurezza
- Jonathan Hendrick/Henry Reed interpretato da Damon Herriman, un piccolo criminale che si nasconde tra le risorse umane per godersi la bella vita
- Roger Caplan interpretato da Douglas Nyback
- Elena Marquez interpretata da Denyse Tontz, la sorella di Theo, il vero amore di Aaron, e una schiava del sesso (considerata proprietà della SPIGA)
- Terrence interpretato da Ian Tracey
- Wallace interpretato da Mif
- Chad Peterson interpretato da David Hewlett

## Episodi
| N° | Titolo                    | Diretto da                 | Scritto da                                                                | Prima TV USA     |
| -- | ------------------------- | -------------------------- | ------------------------------------------------------------------------- | ---------------- |
| 1  | "Vertical Mobility"       | Alex Pastor & David Pastor | Alex Pastor & David Pastor                                                | 30 novembre 2016 |
| 2  | "Downsizing"              | Jeff Woolnough             | Ted Humphrey                                                              | 7 dicembre 2016  |
| 3  | "Human Resources"         | Alex Pastor & David Pastor | Alex Pastor & David Pastor                                                | 14 dicembre 2016 |
| 4  | "Cost Containment"        | David Grossman             | Chris Downey                                                              | 21 dicembre 2016 |
| 5  | "Profit and Loss"         | Daniel Stamm               | Storia di: Mike Batistick Teleplay di: Joshua Hale Fialkov & Aiyana White | 28 dicembre 2016 |
| 6  | "Sweating the Assets"     | Nick Gomez                 | Allison Moore                                                             | 4 gennaio 2017   |
| 7  | "Executables"             | Darnell Martin             | Michael Batistick & Joshua Hale Fialkov                                   | 11 gennaio 2017  |
| 8  | "Operational Realignment" | Christopher Schrewe        | Qui Nguyen & Patrick Moss                                                 | 18 gennaio 2017  |
| 9  | "Burning Platform"        | David J. Frazee            | Molly Nussbaum & Aiyana White                                             | 25 gennaio 2017  |
| 10 | "Golden Parachute"        | Kelly Makin                | Alex Pastor & David Pastor                                                | 25 gennaio 2017  |

## DVD
Il 20 giugno 2017 CBS DVD (distribuita dalla Paramount) ha rilasciato l'intera serie in DVD in Region 1.

## Broadcast
La serie è andata in onda in anteprima il 30 novembre 206, su Syfy e in Canada su Showcase.

## Produzione
Georgina Haig originariamente interpretava la protagonista femminile nel pilot ma abbandonò e Allison Miller fu scelta al suo posto.

## Recensione
La serie ha ricevuto una valutazione del 75% su Rotten Tomatoes, la leggendo il consenso critico del sito: "I costi impressionanti di produzione di Incorporated, le prestazioni solide e la visione avvincente di un futuro tetro superano un prevedibile e scontato racconto." 